# Чекмарёв, Виктор Иванович
Виктор Иванович Чекмарёв (8 апреля 1861 года — 14 октября 1939 года, Польша) — генерал-лейтенант императорской армии, эмигрант первой волны, писатель и публицист.

## Биография
Закончил военную гимназию в Киеве. В 1881 году окончил Пажеский корпус в звании подпоручика. Служил в лейб-гвардии 3-й артиллерийской бригады. Затем был переведён в лейб-гвардии 1-ю артиллерийскую бригаду. В 1885 году произведён в звание поручика. В 1888 году закончил Императорскую Николаевскую академию. Был произведён в звание штабс-капитана и вскоре — в звание капитана. Служил в службе специальных поручений при штабе Киевского военного округа. В 1892 году произведён в подполковника. В 1894 году служил уполномоченным в канцелярии научного комитета Генерального штаба. В этом же году стал начальником строевого отделения  Штаба Брест-Литовской крепости. В 1896 году произведён в звание подполковника. В 1898 году служил в 6-м Либавским пехотным полком. C 1899 года был штабным офицером при управлении 47-й пехотной резервной бригады. В 1903 году принял командование 5-м Киевским гренадёрским полком. В 1906 году произведён в звание генерал-майора. С 30 июля 1906 года по 13 декабря 1909 года был начальником штаба Брест-Литовской крепости, после чего был назначен комендантом Очаковской крепости. В 1912 году произведён в генерал-лейтенанта. В это же время стал писать статьи по военной истории для «Варшавского военного журнала».
С августа 1917 года ушёл в офицерский резерв Киевского военного округа. В 1919 году вступил в армию генерала Деникина. Состоял в офицерском резерве при штабе Главнокомандующего. 25 января 1920 года был эвакуирован из Одессы в Севастополь и затем в Югославию. В 1922 году переехал в Польшу, где проживал в усадьбе своей матери на Волыни. Писал статьи о военной истории для эмигрантской прессы под псевдонимом «Виктор Евдокимов». Работал над рукописью, которая в 1932 году была опубликована под названием «Об основах государственного устройства будущей России».

## Награды
- Орден Святого Станислава III степени (1889);
- Орден Святой Анны III степени (1893);
- Орден Святого Станислава II степени (1896);
- Орден Святой Анны II степени (1900);
- Орден Святого Владимира IV степени (1904);
- Орден Святого Владимира III степени (1906);
- Орден Святого Станислава I степени (1909).
- Орден Святой Анны I степени (1913);
- Орден Святого Владимира II степени (1915).